# Paralcis conspicuata
Paralcis conspicuata är en fjärilsart som beskrevs av Moore 1888. Paralcis conspicuata ingår i släktet Paralcis och familjen mätare. Inga underarter finns listade i Catalogue of Life.